# Aedes dupreei
Aedes dupreei är en tvåvingeart som först beskrevs av Daniel William Coquillett 1904.  Aedes dupreei ingår i släktet Aedes och familjen stickmyggor. Inga underarter finns listade i Catalogue of Life.